# 廖美立
廖美立（1960年—），臺灣女性企業家，行人出版社創辦人陳傳興之妻。她曾參與創辦誠品書店並長年任職其中，又於離職後受毛繼鴻邀請創立方所書店。

## 生平
在就讀臺北市立士林高級商業職業學校夜間部時，廖美立前往《雄獅美術》雜誌社工讀，主要從事社內雜務辦理，同時兼做訂戶管理和發行郵購。
28歲時，吳清友詢問時任雄獅美術專門店店長的廖美立是否有意願參與創辦書店；當時，吳清友是店裡常客，並曾受廖美立推薦買下日本雕塑家作品集。隨後，廖美立與吳清友等一同創立誠品書店。
2007年底，廖美立被誠品宣布留職停薪，並於隨後離職。離職不久後，廖美立開始策劃拍攝文學紀錄片《他們在島嶼寫作》，該片後於2011年獲金馬獎最佳剪輯獎。2009年，廖美立擔任行人文化實驗室執行長。同時，她也負責三創數位生活園區的軟體規劃。 2011年，她與服裝品牌「例外」創辦人毛繼鴻相識，受其邀請在廣州等地一同開設方所書店並任總顧問。
此外，廖美立也帶領行人文化實驗室和目宿媒體（由童子賢等合資成立）在2010年代參與兩岸三地不同產業的指標性計畫。

## 家庭
廖美立在雄獅美術專門店工作時與語言學者陳傳興結識，並於日後結為夫妻且育有2子。

## 語錄
- 「如果你能給自己足夠的摸索期，就會打開一個你所不知道的自己。」[1]
- 「我都會讓他們知道，我們之間關係不只是工作，我對他們是有感情的」[1]
- 「所以人到三十歲四十歲，一定要了解自己的長處，可以做甚麼，不能做甚麼」[1]
- 「謝謝各位一同與我經歷的美好時光」[1]
- 「每個城市的同行都在找出路，亞洲有些書店做跨業務，也有地方發起一些運動自救，未來我還是有信心。」[7]

## 外部連結
- 廖美立：實體書店進化為文化品牌，亞洲走得比歐美還快｜城市｜端傳媒 （页面存档备份，存于）
- 書店女王廖美立：根本不需要拯救書店| 香港矽谷
- 廖美立翻轉閱讀打造城市浪漫| 人間大講堂| 人間福報 （页面存档备份，存于）
- 實體書店的未來風貌-廖美立- design X boco （页面存档备份，存于）
- 廖美立_Tencent Weibo - 腾讯微博 （页面存档备份，存于）